# Ghiacciaio Joughin
Il ghiacciaio Joughin (in inglese Joughin Glacier) è un ghiacciaio situato sulla costa di Lassiter, nella parte orientale della Terra di Palmer, in Antartide. Il ghiacciaio, il cui punto più alto si trova ad oltre 750 m s.l.m., fluisce verso sud-est partendo dal versante orientale dei picchi Watson, fino ad entrare nell'insenatura di Wright.

## Storia
Il ghiacciaio Joughin è stato così battezzato nel 2008 dal Comitato consultivo dei nomi antartici in onore dell'ingegnere elettrico statunitense Ian Joughin, attivo nello studio della dinamica glaciale sin dagli anni novanta, il quale, grazie all'uso del radar interferometrico ad apertura sintetica, ha compiuto studi sulla stima degli spostamenti delle calotte glaciali antartica e groenlandese.